# VfB Rheingold Emmerich
Der VfB Rheingold Emmerich (vollständiger Name: Verein für Bewegungsspiele Rheingold 07 e.V. Emmerich) ist ein Fußballverein aus Emmerich. Die erste Herrenmannschaft des Vereins spielt in der Saison 2019/20 in der neuntklassigen Kreisliga B Rees-Bocholt.

## Geschichte
Der Fußballverein Rheingold Emmerich wurde am 2. April 1907 im „Englischen Garten“ in der Emmericher Hafenstraße gegründet. Größter Erfolg der Vereinsgeschichte war 1946 die Teilnahme an der Britischen Zonenmeisterschaft, wo man auf Gegner wie den Meidericher Spielverein und Rot-Weiß Oberhausen traf. Zur Saison 1946/47 wurde der VfB Rheingold durch den Verband wieder in die Bezirksliga, Gruppe Rechter Niederrhein eingegliedert. Hier belegte der Verein jedoch nur den 12. und damit letzten Tabellenplatz. Von 1958 bis 1986 spielte die Mannschaft 28 Jahre ununterbrochen in der Landesliga Niederrhein. Es folgten 15 Jahre in der Bezirksliga, aus der Rheingold 2001 in die Kreisliga A abstieg und zwei Jahre später wieder in die Bezirksliga zurückkehrte. 2017 stieg der VfB Rheingold in die Kreisliga B ab. In der Saison 2024/2025 wurde der VfB Rheingold Meister der Kreisliga B und stieg nach 8 Jahren zurück in die Kreisliga A auf. 

## Persönlichkeiten
- Karl Höger
- Karl-Heinz Höger
- Wolfgang Keuken
- Jürgen Koch
- Heinz Ludewig
- Eugen Reintjes
- Ralf Schaffeld
- Erich Schiller
- Helmut Traska